# Karl Anker Jørgensen
Karl Anker Jørgensen (født 15. juni 1955, Aarhus) er en dansk kemiker, tidligere atlet, dr.scient. og professor ved Aarhus Universitet siden 1992. Han har særligt arbejdet inden for katalyse i organisk kemi med chiralitet og har udgivet over 440 videnskabelige artikler. Han har modtaget en række nationale og internationale priser for sin forskning.

## Karriere
Jørgensen blev uddannet i kemi og fysik på Aarhus Universitet i 1975. Året efter vandt han sin første medalje ved Danske mesterskaber i atletik, da han blev Danmarksmester i tikamp. I 1978 blev han Danmarksmester i 110 meter hækkeløb med tiden 14,72 sekunder. De følgende to år vandt han ligeledes DM med tiderne 14,5 og 14,67. I 1980 vandt han ligeledes guld i tikamp med 7278 point.
I 1984 fik han en Ph.d.-grad organisk- og teoretisk kemi. Året efter blev han ansat som adjunkt på Aarhus Universitet og i 1989 blev han lektor. Tre år senere blev han udnævnt til professor samme sted. I 1995 modtog han Bjerrum medaljen, der er opkaldt efter en anden dansk kemiker ved navn Niels Bjerrum. I 1997 blev han centerleder for Center for Katalyse ved Danmarks Grundforskningsfond.
I 2000 modtog han Villum Kann Rasmussens Årslegat, der uddeles af Villum Kann Rasmussen Fonden til teknisk og naturvidenskabelig forskning. Samme år modtog han også Lundbeckfondens Nordiske Forskerpris. I 2005 fik han Carlsbergs Kemipris. I 2013 Direktør Ib Henriksens Pris. I 2016 Rigmor og Carl Holst-Knudsens Videnskabspris og i 2017 Carlsbergfondets Forskningspris. Karl Anker Jørgensen modtog som den første i 30 år i 2019 H.C. Ørsted Medaljen i Guld overrakt af Dronning Margrethe. September 2020 modtog han Maria Skłodowska-Curie-medaljen i Polen.
Karl Anker Jørgensen er medlem af Det Kongelige Danske Videnskabernes Selskab, Akademiet for de Tekniske Videnskaber, Royal Society of Chemistry og Royal Swedish Academy of Sciences.
Karl Anker Jørgensen er Ridder af Dannebrog af 1. grad og Commandor Ruben Dario.